# Bioévaluation
 (février 2023).
La bioévaluation environnementale est un des domaines de l'évaluation environnementale, fondé sur des bases scientifiques issues de la biologie, de l'éthologie, de la toxicologie, de l'écotoxicologie et de l'écologie du paysage. Elle évalue la qualité d'un élément de l'environnement ou d'un milieu (aquatique, marin, terrestre, forestier, agricole, industriel, rural, urbain, nocturne, etc.), souvent dans une approche évaluative dite état/pression/réponse. Elle est basée sur l'observation d'effets ou d'états  biologiques ou écosystémiques, au niveau de l'individu et/ou de populations ou écosystèmes (à l'échelle de la biosphère ou de grands biomes éventuellement, par exemple pour l'évaluation du millénaire des services écosystémiques rendu par la biodiversité, dans le cadre du Millennium Ecosystems Assessment). 
Pour l'éco-épidémiologue, ou dans le domaine de la santé environnementale, la santé humaine — en tant que reflet de la santé de l'environnement dont elle dépend pour partie — permet parfois de considérer l'Homme comme un bio-intégrateur ou bioindicateur.
Quand elle dure dans le temps on parle de biosurveillance ou bio-monitoring (surveillance de l'environnement, surveillance de la biodiversité)

## Méthodes
- Elles varient selon les époques et les moyens techniques, scientifiques disponibles et les objectifs et ambitions et durée de l'évaluation.
- Elles s'appuient généralement sur des bio-indicateurs
- Elles s'appuient parfois sur une dimension d'écologie rétrospective, par exemple pour le suivi des taux d’extinction d'espèces qui demande des données anciennes scientifiquement validées (archéopaléontologie, paléontologie, etc.).

## Utilités
La bioévaluation est notamment utilisée, de manière ponctuelle ou durable) pour :
- mesurer l'état de l'eau, de l'air, d'un sol ou de l'environnement plus global.
- suivi (monitoring) de l'état de l'environnement, ou de l'efficacité de mesures compensatoires ou restauratoires).

## L'être humain comme bioindicateur?
L’homme, le spermatozoïde, la fertilité humaine, la durée moyenne de vie, ou le taux de cancers (et leur nature) ou d'autres maladies peuvent faire partie des batteries d'indicateurs évaluant l'état de l'environnement. 
Ce sont les « intégrateurs naturels » les plus objectifs d'un état environnemental, et donc des impacts des activités humaines combinés à d’éventuels aléas bio-géo-climatiques naturels... (ce qui les rend éventuellement plus facilement contestables)
- Avantage : ils traduisent une réalité biologique. Ils peuvent confirmer ou infirmer les indices de performance.
- Inconvénient : Ils sont parfois frustrants pour l’utilisateur, car s’ils mettent en évidence un problème et ses symptômes, ils n'en désignent pas avec certitude (avant expérience de confirmation) les causes (souvent multiples).

Les bioindicateurs ne sont pas une agrégation d’indicateurs mesurés. Ils intègrent naturellement l’extrême complexité, les synergies et les inerties propres aux écosystèmes. 
De nombreux acteurs susceptibles d’être responsables d'une dégradation environnementale nieront donc aisément leur responsabilité. La bioindication est cependant utile ou nécessaire à de nombreux protocoles d'évaluation, et parfois à l’application du précaution.
La commission européenne en 2007, après quatre ans de discussions sur le thème Santé-Environnement a validé un projet pilote de biosurveillance chez l'homme.